# Mateusz Bartel
Mateusz Bartel (* 3. Januar 1985 in Warschau) ist ein polnischer Schachmeister.

## Leben
Dreimal gewann Bartel den Titel eines polnischen Jugendmeisters: 1995 in der Kategorie U10, 1997 in der Kategorie U12 und 2005 bei den U18. Im Jahr 2002 wurde er in Spanien Vizeeuropameister U18. 2003 in Montenegro gewann er die Jugendeuropameisterschaft U18. 2001 nahm er erstmals an der polnischen Erwachsenenmeisterschaft teil. Nach weiteren Teilnahmen errang er 2006 den Landesmeistertitel vor Bartosz Soćko und Radosław Wojtaszek. 2007 wurde er Dritter, 2008 Zweiter. 2010, 2011 und 2012 (nach Stichkampf gegen Bartłomiej Macieja) konnte er den Titel erneut gewinnen.
Sein erstes Großmeisterresultat erzielte er 2003 beim Aeroflot Open in Moskau. Im selben Jahr gewann er in Balatonlelle Mannschaftssilber bei der Jugendeuropameisterschaft. 2004 wurde er bei einem sehr starken Teilnehmerfeld Fünfter im Open von Nova Gorica und nahm im gleichen Jahr in Tripolis an der Schachweltmeisterschaft nach K.-o.-System teil (er unterlag in der 1. Runde dem Weltklassespieler Teymur Rəcəbov). Im nächsten Jahr verlieh ihm die FIDE den Großmeistertitel. 2005 gewann er in Drammen das Open, welches parallel zum geschlossenen Turnier lief, und wurde bei der erstmals ausgerichteten EU-Meisterschaft in Cork Zweiter. 2007 gewann er in Illes Medes und das Isle of Man Open in Port Erin (beste Feinwertung).
2012 belegte er beim starken Aeroflot Open in Moskau aufgrund der besseren Feinwertung (mehr Partien mit Schwarz) den ersten Platz. 2017 gewann Bartel das traditionsreiche Open am Jubiläum der 50. Ausgabe des Bieler Schachfestivals (1./2. mit besserer Feinwertung).
Er studiert Informatik und Ökonometrie an der Landwirtschaftlichen Universität Warschau.
Bartel ist verheiratet mit Marta Bartel (geborene Przeździecka), die den Titel eines Großmeisters der Frauen trägt. Sein Bruder Michał ist ein FIDE-Meister.

## Mannschaftsschach

### Nationalmannschaft
Bartel ist seit 2006 Mitglied der polnischen Nationalmannschaft und hat seitdem an jeweils sechs Schacholympiaden und Mannschaftseuropameisterschaften teilgenommen. Bei der Schacholympiade 2010 in Chanty-Mansijsk war er bester Reservespieler, bei der Mannschaftseuropameisterschaft 2013 in Warschau erreichte er das beste Einzelergebnis am vierten Brett.

### Vereine

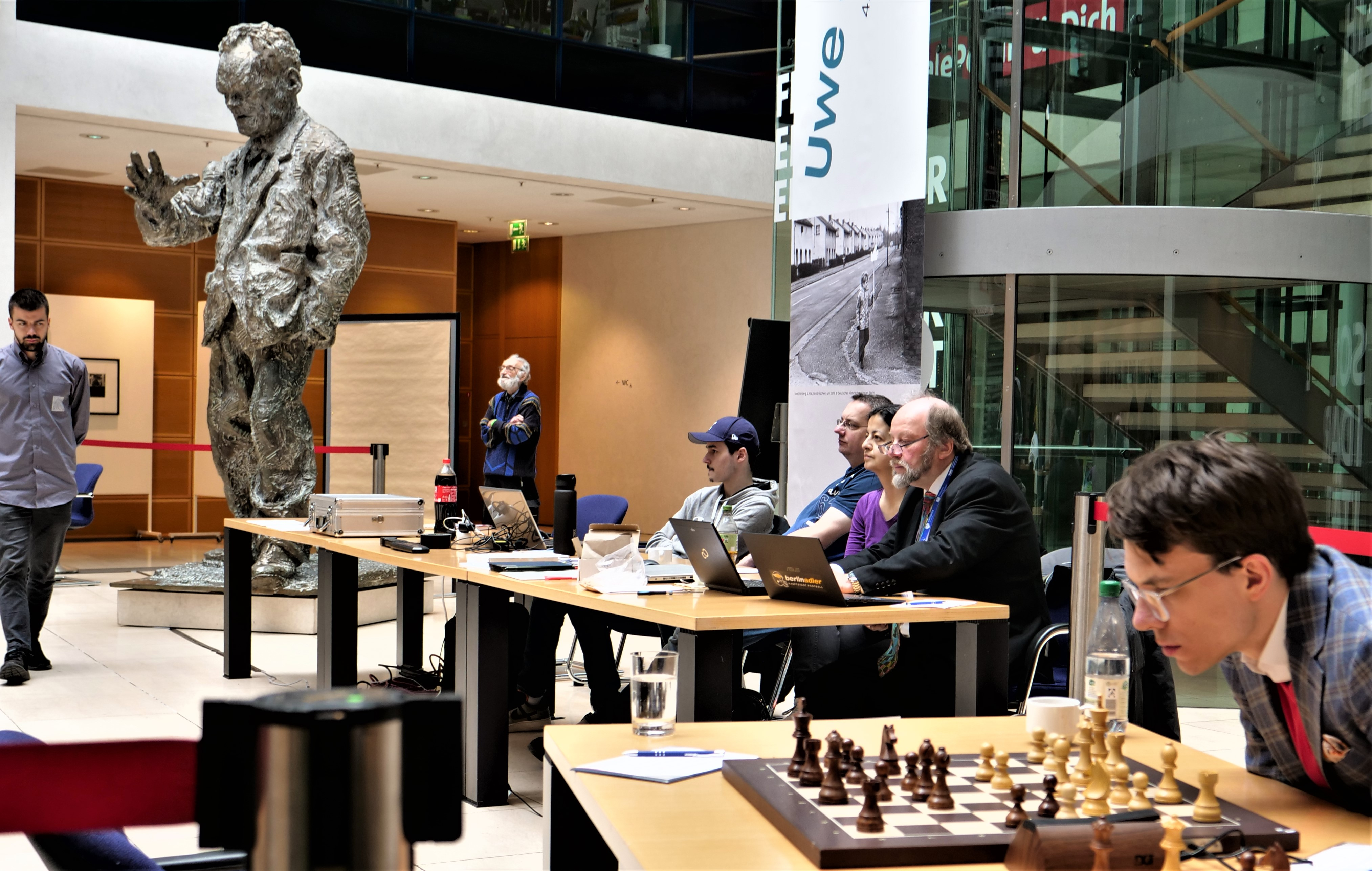
Mateusz Bartel am 2. April 2023 im Berliner Willy-Brandt-Haus in der Remis-Partie gegen Francisco Vallejo Pons

Bartel spielte in der deutschen Schachbundesliga von 2006 bis 2014 für den SV Wattenscheid, zur Saison 2014/15 wechselte er zum USV TU Dresden. In Polen spielte er bis 2007 für KSz Polonia Warschau, mit dem er 2006 polnischer Mannschaftsmeister wurde, seit 2008 spielt er für KS Polonia Votum Wrocław, mit dem er 2014 und 2020 Meister wurde, in Frankreich von 2008 bis 2010 für Marseille Echecs, in Portugal für die Associação Académica de Coimbra und in Österreich von 2010 bis 2012 für den SK Advisory Invest Baden, mit dem er 2012 österreichischer Mannschaftsmeister wurde. In der tschechischen Extraliga spielt Bartel seit der Saison 2009/10 für den 1. Novoborský ŠK und wurde mit diesem 2010, 2011, 2012, 2013, 2014, 2015, 2016, 2017 und 2018 tschechischer Mannschaftsmeister. Mit dem 1. Novoborský ŠK nahm er auch in den Jahren 2010 bis 2018 am European Club Cup teil, dabei gewann er mit der Mannschaft 2013, erreichte 2014 und 2018 jeweils den zweiten sowie 2011 den dritten Platz, während er in der Einzelwertung 2011 am dritten sowie 2014 am sechsten Brett gewann. In Ungarn spielte Bartel in der Saison 2016/17 für DVTK Sport Korlátolt Felelősségű Társaság und in der Saison 2019/20 für HVSE Infraplan.